# Tobias Forster (Pianist)
Tobias Forster (* 1973 in Vilsbiburg) ist ein deutscher Pianist und Komponist.

## Leben und Wirken

### Familie
Aufgewachsen ist Tobias Forster in Vilsbiburg (Bayern) als drittes von fünf Kindern in einem musikalisch geprägten familiären Umfeld. Er lebt mit seiner Familie in Zittau.

### Künstlerischer Werdegang
Im Alter von neun Jahren begann er mit dem Klavierspiel. Sein Großvater, der Konzertpianist Fritz Hübsch, unterrichtete ihn einige Jahre. Mit sechzehn Jahren wechselte er zu der bulgarischen, damals in München lebenden Pianistin Galina Vratcheva. Ein Jahr studierte Tobias Forster am Richard-Strauss-Konservatorium München Jazz-Piano bei Leonid Chizhik, um dann an der Hochschule für Musik Franz Liszt Weimar weiter zu studieren. Dort studierte er weiter bei Chizhik, aber absolvierte auch ein klassisches Klavierstudium bei Thomas Steinhöfel. Prägend waren dort für Forster auch Ludwig Bätzel sowie Lasar Berman.
Von 1999 bis 2008 war Tobias Forster als Pianist in dem auf Crossover spezialisierten Ensemble Klazz Brothers & Cuba Percussion bzw. dem Klaviertrio Klazzbrothers tätig. Annähernd eintausend Konzerte führten ihn mit den Klazzbrothers in zahlreiche Länder und Konzerthäuser, u. a. in die Semperoper Dresden, die Münchner und die Berliner Philharmonie, in die Oper Frankfurt, den Wiener Musikverein und das Seoul Arts Center. Es gab Auftritte in Funk und Fernsehen sowie mehrere Auszeichnungen, beispielsweise aufgrund der hohen Verkäufe einen German Jazz Award im Gold- und Platin-Format. Zehn CD-Produktionen wurden gemeinsam eingespielt. Stücke aus diesen Alben sind als Filmmusik in den Hollywood-Filmen „Collateral“ und „Hitch – Der Date Doktor“ zu hören. 2009 beendete Tobias Forster sein Engagement bei den Klazz-Brothers und ist seitdem solistisch und kompositorisch tätig.

### Repertoire
Forsters künstlerischer Schwerpunkt liegt bei Solokonzerten, in denen er Originalwerke mit eigenen Kompositionen und Improvisationen verknüpft. Daneben kooperiert Tobias Forster auch mit Spielern anderer Instrumente, beispielsweise mit Oboe, Jazztrio, Blechbläsern, Streichern, Big Band und Chor. Klassik und Jazz sowie deren Synthese spielen eine wesentliche Rolle in Forsters Tätigkeit. Als Komponist schreibt und arrangiert er sowohl kurze Einzelstücke als auch komplexe Sinfonien für großes Aufgebot.

## Auszeichnungen
mit Klazz Brothers & Cuba Percussion
- 2006: ECHO Klassik in der Kategorie Klassik ohne Grenzen, für das Album Mozart meets Cuba[2]
- 2005: Grammy-Nominierung für das Album Classic meets Cuba
- 2005: German Jazz Award Platin, für das Album Jazz meets Cuba
- 2003: Echo Klassik in der Kategorie Klassik ohne Grenzen, für das Album Classic meets Cuba[3]
- 2003: German Jazz Award Gold, für das Album Jazz meets Cuba

## Diskografie
- Bach revisited. Tobias-Forster-Trio: Tobias Forster (Piano), Benjamin Forster (Marimbaphon, Percussion), Klaus Schwärzler (Vibraphon, Percussion). forstermusic, 2020.
- Frohe Weihnachten. Die Innsbrucker Böhmische & Tobias Forster. Tyrolis, 2012.
- Air & Flair. Tobias Forster Trio und Yeon-Hee Kwak (Oboe). forstermusic, 2011.
- Opera meets Cuba. Klazz Brothers & Cuba Percussion. Sony Classical, 2007.
- Klazz meets The Voice. Klazz Brothers, Edson Cordeiro. Sony Classical, 2007.
- Play Classics. Klazz Brothers. Sony Classical, 2006.
- Classic meets Cuba Live. Klazz Brothers & Cuba Percussion. Sony Classical, 2006.
- Mozart meets Cuba. Klazz Brothers & Cuba Percussion, Special Guests: Lou Bega, Mario Felix Hernandez Morejon, Olivier Roland Kerourio. Sony Classical, 2006.
- Classic meets Cuba – Symphonic Salsa. Klazz Brothers & Cuba Percussion in Kooperation mit dem Münchner Rundfunkorchester. Sony Classical, 2005.
- Jazz meets Cuba. Klazz Brothers & Cuba Percussion. Sony Classical, 2003.
- Classic meets Cuba. Klazz Brothers & Cuba Percussion. Sony Classical, 2002.
- Unlimited. Klazz Brothers: Tobias Forster (Klavier), Kilian Forster (Kontrabass), Tim Hahn (Schlagzeug). CSD California Sound Dreams, 2001.
- Klazz – Jazzik. KiToBeF: Kilian Forster (Kontrabass), Tobias Forster (Klavier), Benjamin Forster (Schlagzeug). CSD California Sound Dreams, 1999.